# Temesa
Temesa (in latino Tempsa, in greco Thémpse, Θέμψη) fu un'antica città ausonica della Calabria tirrenica, conquistata dai Brettii prima e dai Greci poi, e divenuta infine colonia romana. Altrettante autorità storiche come Tommaso Bartoli e La Bonia la collocano invece sulla fascia ionica, precisamente nell'odierna cittadina di Longobucco famosa per le sue miniere di argento, rame e galena. Temesa è citata da Omero (Odissea, I, vv. 180-184), Licofrone (Alessandra, vv. 1067-1069), da Strabone (Geographia, VI,1,5), da Tito Livio, (Ab urbe condita libri, XXXIV, 45, 3-5) e da Plinio (Storia Naturale, III 71-74).

## La Temesa omerica
Alcuni studiosi identificano Temesa, la città citata da Omero (Odissea, I, vv.180-184), con la città italica. Secondo altri studiosi si tratterebbe invece della Temesa di Cipro (il luogo del rame per antonomasia), la Tamasso in epoca storica. Vero è che allo stato attuale della ricerca sulla Temesa italica tirrenica non esistono ritrovamenti di giacimenti di miniere, ma analizzando il passo di Omero prima di tutto, il cantore parla di Temesa come città di gente che parla una lingua straniera. Escludendo la possibilità che Omero abbia usato "lingua straniera" in riferimento ad un significato più ampio e metaforico del termine, è fuor di dubbio che i Greci definivano stranieri coloro che non parlavano la lingua greca. Se si fosse trattato della Tamasso cipriota, senz'altro si trattava di gente greca quindi gente dello stesso linguaggio.

## Storia
Secondo Strabone, Temesa venne abitata prima dagli Ausoni e poi dagli Etoli di Toante, mentre Solino ne attribuisce la fondazione agli Ioni. Strabone, che parla anche dell'esistenza di un heròon di Polite, uno dei compagni di Ulisse, la colloca in Calabria poco più a nord di Terina. In epoche successive, fu probabilmente sotto le mire coloniali di Sibari (VI secolo a.C.), di Crotone e di Locri Epizefiri. Al periodo crotoniate si riferisce la monetazione in argento che riporta il tripode delfico sul recto e l'elmo corinzio con legenda TEM sul retro. 
Nel IV e III secolo a.C. Temesa fu conquistata dalla popolazione italica dei Brettii. Annibale distrusse la vicina Terina nel 203 a.C. circa e lasciò intatta Temesa, che successivamente nel 194 a.C. divenne colonia romana col nome di Tempsa.
Nell'VIII secolo sarebbe stata ancora sede di diocesi.
La Tabula Peuntingeriana segna questa località (Temsa) a 14 miglia romane a nord del fiume Tanno, identificato con il Savuto, ma il sito, a suo tempo da taluni proposto, di Piano della Tirrena (un'alta collina pianeggiante prospiciente il mare alla confluenza del Savuto con il torrente Grande nel comune di Nocera Terinese), alla luce delle nuovissime risultanze non appare convincente. L'ipotesi più corretta potrebbe considerarsi il sito ubicato tra i moderni territori di Campora San Giovanni, Serra d'Aiello, Cleto e Nocera Terinese.

### Il demone di Temesa
Narra Pausania che Ulisse, dopo la presa di Troia, vagabondando per le città dell'Italia meridionale, approdò a Temesa: qui un suo compagno ubriaco, Polite, violentò una giovane vergine del posto. Gli abitanti inferociti lo lapidarono e Ulisse se ne andò proseguendo il viaggio. Il demone dell'uomo lapidato cominciò, per vendetta, ad uccidere gli abitanti del villaggio che, su consiglio della Pizia, gli costruirono un recinto sacro ed un santuario (heròon) dove, ogni anno, portavano in sacrificio la vergine più bella del paese per placare la sua furia. 
Ciò accadde finché Eutimo, pugilatore di Locri, vincitore per ben tre volte ad Olimpia, non passò da quelle parti e decise di mettere fine a questo doloroso tributo: sfidò il demone, che aveva preso il nome di Alibante, lo batté e lo sprofondò per sempre nel mare. 
Pausania aggiunge nel suo racconto di aver udito la vicenda da un mercante e di aver visto un quadro, copia di uno più antico, in cui erano raffigurati Eutimo e il demone, terribilmente nero e tremendo in tutto il suo aspetto, rivestito di una pelle di lupo. 
La circostanza narrata testimonierebbe uno stato di soggezione degli abitanti di Temesa, risolta dall'intervento di Locri (probabilmente nel 472 a.C., come si può evincere dal confronto con il fr. 98 degli Aitia di Callimaco); la storia integra reminiscenze mitiche e religiose: il tipo di condanna cui viene sottoposto Polite, lapidato da vivo e precipitato in mare, poi, come demone, presenta decise analogie con i riti di esecuzione dei Pharmakoi.